# Washington megye (Arkansas)
Washington megye az Amerikai Egyesült Államokban, azon belül Arkansas államban található. Megyeszékhelye és legnagyobb városa Fayetteville. Lakosainak száma 245 871 fő (2020. április 1.). Washington megye Benton, Madison, Crawford és Adair megyékkel határos.

## Népesség
A megye népességének változása:
| Lakosok száma | 204 023 | 207 796 | 211 552 | 216 410 | 225 477 | 245 871 |
|               | 2010    | 2011    | 2012    | 2013    | 2015    | 2020    |